# 上田輝久
上田 輝久（うえだ てるひさ、1957年5月14日 - ）は、日本の経営者。島津製作所会長を務めている。

## 経歴・人物
山口県岩国市出身。京都大学工学部工業化学科を経て、1982年に京都大学大学院工学研究科を修了し、同年に島津製作所に入社。2011年6月に取締役に就任し、常務執行役員、専務執行役員を経て、2015年6月に社長に就任。2022年4月から会長に就任した。1995年に農学博士号を取得。